# Xarxa GRETA
Xarxa GRETA és un projecte de telecomunicacions cooperatiu sense ànim de lucre impulsat per l'Ajuntament d'Ascó amb la col·laboració de la Fundació Guifi.net, el Consell per la República de Flix i la Plataforma #EnsToquenLaFibra, que té com a objectiu la implantació d'una xarxa d'internet amb fibra òptica als nuclis amb menys recursos perquè puguin disposar d'accés a Internet amb les mateixes condicions de velocitat i preu que les àrees urbanes, i així millorar la connectivitat en les comarques de les Garrigues, la Ribera d’Ebre i la Terra Alta. La iniciativa agafà el relleu a la Plataforma ciutadana #Enstoquenlafibra que portava anys denunciant la manca de connectivitat i un model de fibra òptica poc sostenible en l'àmbit econòmic i social en aquelles comarques que permetés incentivar la iniciativa col·laborativa entre municipis els quals compartirien un bé comú, apostant per l'economia local i amb la intenció de resoldre problemes de desequilibri territorial.
El projecte s'inicià l'any 2020 començant pel municipi d'Ascó i amb el desplegament a les comarques de la Ribera d’Ebre, Terra Alta i Garrigues, per poder pal·liar així els problemes de connectivitat d'aquestes comarques. I construint un projecte col·laboratiu entre municipis els quals comparteixen un bé comú, apostant per l'economia local i amb la intenció de resoldre problemes de desequilibri territorial.
Diversos operadors treballen amb la Xarxa GRETA, d'entre els quals Ebrecom, Punt d’Accés, Som Internet, Som Connexió i Vola.
La voluntat dels impulsors és continuar el desplegament a altres municipis un cop establert el projecte a Ascó i Flix, incloent-hi els polígons industrials de les dues poblacions, i crearen un formulari on els veïns de la zona poden mostrar el seu interès a què arribi als seus pobles.
Característiques de la Xarxa Greta:
- Multioperador: una sola xarxa compartida, com un bé comú, entre tots els operadors. D’aquesta manera es redueixen costos, s’eviten monopolis i que s’especuli amb la infraestructura.
- Sostenible: en desplegar una sola xarxa i no duplicar infraestructura es fa un ús dels recursos més sostenible.
- Sense ànim de lucre: la missió del projecte està basada en criteris socials (arribar a tota la ciutadania) en comptes de criteris de rendibilitat econòmica.
- Neutral: tots els operadors hi participen amb les mateixes condicions.
- Participada: hi poden formar part diferents actors (ciutadania, empresa, administració pública) que participen de la seva governança mitjançant el que s’anomena taula de compensacions.[19] La ciutadania pot fer donacions per fer-la arribar a les seves llars.